# Radiohead: The Best Of
Radiohead: The Best Of — збірка найкращих хітів англійської рок-групи Radiohead, випущена 2 червня 2008 року лейблом Parlophone Records у Великобританії та Capitol Records у США, дочірніми компаніями EMI. Містить пісні з перших шести альбомів гурту, записаних під час контракту з EMI. Компіляція дебютувала під номером 4 в UK Albums Chart і отримала переважно позитивні відгуки. Radiohead не мали творчого відношення до даного релізу і критикували випуск.

## Реліз
Radiohead записали свої перші шість альбомів за контрактом з EMI. Після того, як вони вирішили не продовжувати свій контракт, EMI випустили «The Best Of» і бокс-сет альбомів Radiohead, щоб підвищити свій дохід. Radiohead не мали відношення до даного релізу, і, як повідомляється, були «розлючені», вважаючи компіляції кращих творів типовими для виконавців, які перебувають у комерційному та творчому занепаді. Співак Том Йорк сказав: 
|  | Ми нічого не можемо з цим зробити. У будь-якому разі ця робота є справді суспільною власністю... Це втрачена можливість, оскільки якби ми стояли за цим, і ми хотіли це зробити, тоді це могло б бути добре... А зараз це як коли ти переїжджаєш з дому – ви не хочете вдивлятися у вікно і дивитися, що вони зробили з шпалерами, тому що це вас тільки засмутить. |

У 2016 році попередній каталог Radiohead було передано XL Recordings. «The Best Of» і «спеціальні видання» альбомів Radiohead, випущені EMI в тому ж році без схвалення Radiohead, були видалені з потокових сервісів.

## Трек-лист
| #     | Назва                                                                             | Тривалість |
| ----- | --------------------------------------------------------------------------------- | ---------- |
| 1.    | «Just» (The Bends, 1995)                                                          | 3:55       |
| 2.    | «Paranoid Android» (OK Computer, 1997)                                            | 6:27       |
| 3.    | «Karma Police» (OK Computer, 1997)                                                | 4:25       |
| 4.    | «Creep» (Pablo Honey, 1993)                                                       | 4:00       |
| 5.    | «No Surprises» (OK Computer, 1997)                                                | 3:50       |
| 6.    | «High and Dry» (The Bends, 1995)                                                  | 4:18       |
| 7.    | «My Iron Lung» (The Bends, 1995)                                                  | 4:36       |
| 8.    | «There There» (Hail to the Thief, 2003)                                           | 5:22       |
| 9.    | «Lucky» (OK Computer, 1997)                                                       | 4:21       |
| 10.   | «Optimistic (Edit)» (відредагована версія, яка раніше не видавалась; Kid A, 2000) | 4:53       |
| 11.   | «Fake Plastic Trees» (The Bends, 1995)                                            | 4:52       |
| 12.   | «Idioteque (Edit)» (відредагована версія, яка раніше не видавалась; Kid A, 2000)  | 4:35       |
| 13.   | «2 + 2 = 5» (Hail to the Thief, 2003)                                             | 3:21       |
| 14.   | «The Bends» (The Bends, 1995)                                                     | 4:08       |
| 15.   | «Pyramid Song» (Amnesiac, 2001)                                                   | 4:50       |
| 16.   | «Street Spirit (Fade Out)» (The Bends, 1995)                                      | 4:13       |
| 17.   | «Everything in Its Right Place» (Kid A, 2000)                                     | 4:13       |
| 75:30 |                                                                                   |            |

## Спеціальне видання
У 2008 році Radiohead випустили спеціальне видання «The Best Of», до якого входив бонусний диск із 13 додатковими піснями.

### Трек-лист
Disc 1
| #   | Назва                                                                             | Тривалість |
| --- | --------------------------------------------------------------------------------- | ---------- |
| 1.  | «Just» (The Bends, 1995)                                                          | 3:55       |
| 2.  | «Paranoid Android» (OK Computer, 1997)                                            | 6:27       |
| 3.  | «Karma Police» (OK Computer, 1997)                                                | 4:25       |
| 4.  | «Creep» (Pablo Honey, 1993)                                                       | 4:00       |
| 5.  | «No Surprises» (OK Computer, 1997)                                                | 3:50       |
| 6.  | «High and Dry» (The Bends, 1995)                                                  | 4:18       |
| 7.  | «My Iron Lung» (The Bends, 1995)                                                  | 4:36       |
| 8.  | «There There» (Hail to the Thief, 2003)                                           | 5:22       |
| 9.  | «Lucky» (OK Computer, 1997)                                                       | 4:21       |
| 10. | «Optimistic (Edit)» (відредагована версія, яка раніше не видавалась; Kid A, 2000) | 4:53       |
| 11. | «Fake Plastic Trees» (The Bends, 1995)                                            | 4:52       |
| 12. | «Idioteque (Edit)» (відредагована версія, яка раніше не видавалась; Kid A, 2000)  | 4:35       |
| 13. | «2 + 2 = 5» (Hail to the Thief, 2003)                                             | 3:21       |
| 14. | «The Bends» (The Bends, 1995)                                                     | 4:08       |
| 15. | «Pyramid Song» (Amnesiac, 2001)                                                   | 4:50       |
| 16. | «Street Spirit (Fade Out)» (The Bends, 1995)                                      | 4:13       |
| 17. | «Everything in Its Right Place» (Kid A, 2000)                                     | 4:13       |

Disc 2
| #   | Назва                                                                               | Тривалість |
| --- | ----------------------------------------------------------------------------------- | ---------- |
| 1.  | «Airbag» (OK Computer, 1997)                                                        | 4:44       |
| 2.  | «I Might Be Wrong» (Amnesiac, 2001)                                                 | 4:52       |
| 3.  | «Go to Sleep» (Hail to the Thief, 2003)                                             | 3:22       |
| 4.  | «Let Down» (OK Computer, 1997)                                                      | 4:59       |
| 5.  | «Planet Telex» (The Bends, 1995)                                                    | 4:18       |
| 6.  | «Exit Music (For a Film)» (OK Computer, 1997)                                       | 4:28       |
| 7.  | «The National Anthem» (Kid A, 2000)                                                 | 5:52       |
| 8.  | «Knives Out» (Amnesiac, 2001)                                                       | 4:15       |
| 9.  | «Talk Show Host» (бі-сайд Street Spirit (Fade Out), 1996)                           | 4:39       |
| 10. | «You» (Pablo Honey, 1993)                                                           | 3:28       |
| 11. | «Anyone Can Play Guitar» (Pablo Honey, 1993)                                        | 3:37       |
| 12. | «How to Disappear Completely» (Kid A, 2000)                                         | 5:55       |
| 13. | «True Love Waits (Live in Oslo 9/9/2001)» (I Might Be Wrong: Live Recordings, 2001) | 5:04       |

## DVD
2 червня 2008 року Radiohead випустили збірку всіх своїх музичних відео з 1992 по 2003 рік, за винятком «Lucky», «Palo Alto», «Idioteque», «Morning Bell», «Motion Picture Soundtrack», «The National Anthem» (MTV Latin America contest), «I Might Be Wrong» (Alternative Video) і «How to Disappear Completely» (Live).

### Трек-лист
1. «Creep (Radio Version)» (режисер Бретт Тернбулл)
2. «Anyone Can Play Guitar» (режисер Дуайт Кларк)
3. «Pop Is Dead» (режисер Дуайт Кларк)
4. «Stop Whispering» (режисер Джефф Планскер)
5. «My Iron Lung» (режисер Бретт Тернбулл)
6. «High and Dry» (UK version) (режисер Девід Молд)
7. «High and Dry» (US version) (режисер Пол Каннінгем)
8. «Fake Plastic Trees» (режисер Джейк Скотт)
9. «Just» (режисер Джеймі Трейвс)
10. «Street Spirit (Fade Out)» (режисер Джонатан Ґлейзер)
11. «Paranoid Android» (режисер Магнус Карлссон)
12. «Karma Police» (режисер Джонатан Ґлейзер)
13. «No Surprises» (режисер Грант Гі)
14. «Pyramid Song» (режисер Шинола)
15. «Knives Out» (режисер Мішель Гондрі)
16. «I Might Be Wrong» (режисер Софі Мюллер)
17. «Push Pulk/Like Spinning Plates» (режисер Джонні Хардстафф)
18. «There There» (режисер Кріс Хоупвелл)
19. «Go to Sleep» (режисер Алекс Раттерфорд)
20. «Sit Down. Stand Up.» (режисер Ед Холдсворт)
21. «2 + 2 = 5» (Live at Belfort Festival) (режисер Фаб'єн Реймон)